# Sándor Miklós
Sándor Miklós, Sándor Miklós Antal (Csallóközaranyos (Komárom megye), 1839. augusztus 9. (keresztelés) – Komárom, 1901. november 22.) megyei tiszti főügyész.

## Élete
Atyja Sándor József földbirtokos, anyja Katona Mária volt. Keresztszülei nagyajtai Cserey Ignác (1806-1897) császári és királyi főhadnagy és Katona Zsuzsanna. Középiskoláit Komáromban és Pápán (1858-62.) végezte, majd a pesti egyetem joghallgatója volt. Letevén Budapesten az ügyvédi vizsgát, mint esküdt szolgált Komárom vármegyénél, majd Szabó Gábor ügyvédnél volt joggyakorlaton. 1870-ben aljegyzőnek választották, mely hivataláról néhány év múlva lemondott és ügyvédi gyakorlatot folytatott. 1884-ben vármegyei ügyésszé lett megválasztva és e minőségben szolgált halálaig. A komáromi torna- és tűzoltó-egylet megalapításában nagy része volt; utóbbi egylet megválasztotta főparancsnokának. A dalárdának is sok évig elnöke volt és az 1880-as években műkedvelő előadásokat rendezett. 1901. november 22-én öngyilkos lett Komáromban.

## Munkája
- Az élet versekben. Költemények. Komárom, 1901. Szerző fényny. arczk.

### Kéziratban
- A hegedű története cz. nagyobb munkát hagyott hátra, rajzokkal.